# Ecleora undulosa
Ecleora undulosa là một loài bướm đêm trong họ Geometridae.